# 栗原五郎
栗原 五郎（くりはら ごろう、1915年8月14日 -  2009年12月4日）は、日本の経営者。三重銀行頭取を務めた。

## 来歴・人物
群馬県出身。1936年に東京商科大学専門部を卒業し、同年に住友銀行に入行した。1966年5月に取締役に就任し、1967年10月には三重銀行副頭取に就任し、1968年10月には頭取に昇格。1979年6月に会長に就任し、1989年6月に取締役相談役、1991年6月に相談役、1997年6月に特別顧問を経て、1999年6月には顧問に就任。
1971年に藍綬褒章を受章し、1985年11月に勲四等旭日小綬章を受章。
2009年12月4日、老衰のために死去。94歳没。